# 法洛洛
法洛洛（英語：Failolo）是美屬薩摩亞圖圖伊拉島最西部的一個村莊。它位於阿馬納夫南部，靠近島上最西端的塔普塔普角。法洛洛位於萊阿拉圖奧縣。
根據2010年美國人口普查的數據顯示，居住在法洛洛的人口為108人。